# پرستش (فیلم)
پرستش فیلمی به کارگردانی داوود اسماعیلی و نویسندگی علی اکبر شکاریان محصول سال ۱۳۵۷ است.

## بازیگران
- مرتضی عقیلی
- لیلا فروهر
- حمیده خیرآبادی
- محسن فولادبازو
- محسن مهدوی
- سیاوشی
- جهانگیر فروهر
- گیتی فروهر
- یدالله محمدی‌نژاد
- علی وفادار
- مرتضی حدیقی
- جمشید ایران دوست
- حصیرچی
- محمد مردانی
- رجبی

## تولید
شهریور ۱۳۵۵: پایان فیلم‌برداری فیلم پرستش با حضور مرتضی عقیلی و لیلا فروهر با تهیه‌کنندگی محمد تقی شکرایی .